# Challenger de Israel
EL Israel Open es un torneo profesional de tenis. Pertenece al ATP Challenger Series. Se juega desde el año 2008 sobre pistas duras, en Ramat HaSharon, Israel.

## Palmarés

### Individuales
| Año       | Campeón              | Finalista         | Resultado        |
| --------- | -------------------- | ----------------- | ---------------- |
| 2016      | Evgeny Donskoy       | Ričardas Berankis | 6–4, 6–4         |
| 2015      | Nikoloz Basilashvili | Lukáš Lacko       | 4–6, 6–4, 6–3    |
| 2011-2014 | No realizado         | No realizado      | No realizado     |
| 2010      | Conor Niland         | Thiago Alves      | 5-7, 7-6(5), 6-3 |
| 2009      | Lu Yen-hsun          | Benjamin Becker   | 6-3, 3-1 retiro  |
| 2008      | Marsel İlhan         | Ivo Klec          | 6-4, 6-4         |

### Dobles
| Año       | Campeones                           | Finalistas                     | Resultado         |
| --------- | ----------------------------------- | ------------------------------ | ----------------- |
| 2016      | Konstantin Kravchuk Denys Molchanov | Jonathan Erlich Philipp Oswald | 4–6, 7–61, [10–4] |
| 2015      | Mate Pavić Michael Venus            | Rameez Junaid Adil Shamasdin   | 6–1, 6–4          |
| 2011-2014 | No realizado                        | No realizado                   | No realizado      |
| 2010      | Jonathan Erlich Andy Ram            | Alexander Peya Simon Stadler   | 6-4, 6-3          |
| 2009      | George Bastl Chris Guccione         | Jonathan Erlich Andy Ram       | 7-5, 7-6(6)       |
| 2008      | Jonathan Erlich Andy Ram            | Sergei Bubka Michail Elgin     | 6&-3, 7-6(3)      |